# کیم مین گیو
کیم مین گیو (انگلیسی: Mingyu؛ زادهٔ ۶ آوریل ۱۹۹۷) خواننده اهل کره جنوبی است.